# La Semaine des 4 Julie
 (juin 2025).
La mise en forme du texte ne suit pas les recommandations de Wikipédia : il faut le « wikifier ».
Les points d'amélioration suivants sont les cas les plus fréquents :
- Les titres sont pré-formatés par le logiciel. Ils ne sont ni en capitales, ni en gras.
- Le texte ne doit pas être écrit en capitales (les noms de famille non plus), ni en gras, ni en italique, ni en « petit »…
- Le gras n'est utilisé que pour surligner le titre de l'article dans l'introduction, une seule fois.
- L'italique est rarement utilisé : mots en langue étrangère, titres d'œuvres, noms de bateaux, etc.
- Les citations ne sont pas en italique mais en corps de texte normal. Elles sont entourées par des guillemets français : « et ».
- Les listes à puces sont à éviter, des paragraphes rédigés étant largement préférés. Les tableaux sont à réserver à la présentation de données structurées (résultats, etc.).
- Les appels de note de bas de page (petits chiffres en exposant, introduits par l'outil «  Source ») sont à placer entre la fin de phrase et le point final[comme ça].
- Les liens internes (vers d'autres articles de Wikipédia) sont à choisir avec parcimonie. Créez des liens vers des articles approfondissant le sujet. Les termes génériques sans rapport avec le sujet sont à éviter, ainsi que les répétitions de liens vers un même terme.
- Les liens externes sont à placer uniquement dans une section « Liens externes », à la fin de l'article. Ces liens sont à choisir avec parcimonie suivant les règles définies. Si un lien sert de source à l'article, son insertion dans le texte est à faire par les notes de bas de page.
- La présentation des références doit suivre les conventions bibliographiques. Il est recommandé d'utiliser les modèles {{Ouvrage}}, {{Chapitre}}, {{Article}}, {{Lien web}} et/ou {{Bibliographie}}. Le mode d'édition visuel peut mettre en forme automatiquement les références.
- Insérer une infobox (cadre d'informations à droite) n'est pas obligatoire pour parachever la mise en page.

Pour une aide détaillée, merci de consulter Aide:Wikification.
Si vous pensez que ces points ont été résolus, vous pouvez retirer ce bandeau et améliorer la mise en forme d'un autre article.
La Semaine des 4 Julie est un talk-show québécois animé par Julie Snyder et diffusé sur la chaîne Noovo (anciennement V) du 9 septembre 2019 au 6 février 2023. Produite par Productions J, l'émission se distinguait par son format éclectique, mêlant entrevues, sketchs humoristiques, performances artistiques et segments audacieux, souvent réalisés en direct ou en immersion.

## Historique et développement
L'émission a été lancée à la rentrée télévisuelle 2019, marquant le retour de Julie Snyder à l'animation d'un talk-show quotidien après plusieurs années. Elle succédait à la case horaire occupée précédemment par En mode Salvail sur V. Dès ses débuts, La Semaine des 4 Julie s'est positionnée comme un rendez-vous décontracté et imprévisible en fin de soirée, exploitant la personnalité exubérante et le réseau de contacts de son animatrice.
Au fil des saisons, l'émission a évolué, intégrant de nouveaux collaborateurs et segments, tout en conservant son ton distinctif. Elle a été un pilier de la programmation de Noovo suite au rachat de V par Bell Média.
Le 2 février 2023, Julie Snyder a annoncé la fin de l'émission, la dernière diffusion ayant eu lieu le 6 février 2023. Cette décision a été motivée par le désir de l'animatrice de se concentrer sur d'autres projets professionnels et personnels, notamment la production et le développement de nouveaux contenus,.

## Format de l'émission
La Semaine des 4 Julie était un talk-show d'une heure diffusé du lundi au jeudi soir. Chaque émission débutait par un monologue de Julie Snyder abordant l'actualité ou des anecdotes personnelles. Le format comprenait plusieurs segments :
- Entrevues : Des discussions avec des personnalités du monde artistique, politique, sportif ou des figures de l'actualité, souvent menées avec un ton décalé et intime.
- Segments extérieurs et immersions : L'animatrice réalisait régulièrement des reportages ou des défis en dehors du studio, parfois en immersion totale avec ses invités, comme son séjour en camping avec Michèle Richard qui a marqué les esprits[4].
- Performances et numéros : Des artistes (musiciens, humoristes, danseurs) étaient invités à se produire en direct sur le plateau.
- Chroniques et sketchs : Des collaborateurs réguliers ou invités proposaient des chroniques humoristiques, des parodies ou des sketchs.

L'émission était connue pour son ambiance décontractée et son approche parfois non conventionnelle des entrevues, notamment avec des segments comme les "Talents Bleus" où des personnes non connues présentaient des talents inusités. Le studio, doté d'un "cube" en verre, permettait une interaction visuelle unique avec les invités et le public.

## Équipe et collaborateurs
L'émission était principalement portée par l'animatrice Julie Snyder. Au fil des saisons, elle a été entourée de divers collaborateurs et chroniqueurs qui ont contribué à son succès :
- Olivier Niquet : Pour ses revues de presse humoristiques et décalées[6].
- Mathieu Dufour : Avec ses segments humoristiques et ses interactions souvent improvisées[7].
- Rosalie Vaillancourt : Pour ses chroniques et son humour piquant[8].
- Stéphane Fallu : Qui a rejoint l'équipe pour des capsules humoristiques.
- Marie-Lyne Joncas : A également contribué à l'émission.

La production était assurée par Productions J, la société de production de Julie Snyder elle-même.

## Réception et impact
La Semaine des 4 Julie a rapidement trouvé son public, offrant une alternative aux talk-shows plus traditionnels. L'émission a généré de nombreux moments viraux et a souvent été au cœur des discussions en raison de l'audace de certains segments ou entrevues. Elle a contribué à la notoriété de Noovo et a permis de découvrir ou redécouvrir des personnalités et des talents.
L'émission et son animatrice ont été régulièrement nommées aux Prix Gémeaux.

## Controverses
- (À compléter si des controverses majeures ont fait l'objet de couvertures médiatiques significatives et répétées. Exemple : polémiques liées à des invités ou des segments spécifiques, toujours en citant les sources fiables.)